# Copa Real Federación Española de Fútbol 2012-13
La Copa Real Federación Española de Fútbol 2012-13 fue la 20.ª edición de dicha competición española. Se disputó en dos fases, la primera entre equipos de la misma comunidad autónoma entre septiembre y octubre. La segunda fase fue la fase nacional, en la que los campeones de cada comunidad se enfrentaron a equipos eliminados de la primera ronda de la Copa del Rey. 

## Equipos clasificados

### Campeón Actual
- Binisalem

### Campeones regionales
| - Rápido Bouzas - Tuilla - Racing Santander B - Zalla - Sant Andreu - At. Saguntino - Puerta Bonita - Burgos - Almería B | - Coria - Mallorca B - Tenerife B - La Hoya Lorca - Emérita Augusta - Valtierrano - Náxara - Zaragoza B - Villarrubia |

### Eliminados de la Copa del Rey
| - CD Marino - Real Ávila - Fuenlabrada - UD Logroñés - Amorebieta (renuncia a participar en la competición) - Laudio - Peña Sport - Orihuela - Villarrobledo | - At. Baleares (renuncia a participar en la competición) - Yeclano - Gimnàstic de Tarragona (renuncia a participar en la competición) - Badalona (renuncia a participar en la competición) - San Roque - La Roda - Loja - Cartagena - Catarroja |

## Torneos autonómicos

### Andalucía y Ceuta
Solo se inscribió el Coria.

### Andalucía y Melilla
Solo se inscribió el Almería B.

### Aragón

#### Primera ronda
(5 y 12 de agosto)
| Equipo 1          | Agr. | Equipo 2   | Ida | Vuelta |
| ----------------- | ---- | ---------- | --- | ------ |
| Barbastro         | 3–4  | Andorra    | 2–1 | 1–3    |
| Cuarte Industrial | 2–6  | Sariñena   | 1–2 | 1–4    |
| Calatayud         | 1–2  | Teruel     | 1–1 | 0–1    |
| Valdefierro       | 1–9  | Zaragoza B | 0–3 | 1–6    |

#### Semifinales
(15 y 19 de agosto)
| Equipo 1 | Agr.    | Equipo 2   | Ida | Vuelta |
| -------- | ------- | ---------- | --- | ------ |
| Sariñena | 1–1 (a) | Andorra    | 0–0 | 1–1    |
| Teruel   | 1–6     | Zaragoza B | 1–6 | 0–0    |

#### Final
(12 y 26 de septiembre)
| Equipo 1 | Agr. | Equipo 2   | Ida | Vuelta |
| -------- | ---- | ---------- | --- | ------ |
| Sariñena | 2–6  | Zaragoza B | 1–3 | 1–3    |

### Asturias

#### Torneo clasificatorio
(1 a 19 de agosto)

##### Grupo A
| Team      | Pld | W | D | L | GF | GA | GD | Pts |
| --------- | --- | - | - | - | -- | -- | -- | --- |
| Tuilla    | 4   | 2 | 2 | 0 | 10 | 2  | +8 | 8   |
| Condal    | 4   | 2 | 0 | 2 | 5  | 9  | –4 | 6   |
| Covadonga | 4   | 0 | 2 | 2 | 3  | 7  | –4 | 2   |

|           | Con | Cov | Tui |
| Condal    |     | 3–0 | 0–3 |
| Covadonga | 1–2 |     | 0–0 |
| Tuilla    | 5–0 | 2–2 |     |

##### Grupo B
| Team              | Pld | W | D | L | GF | GA | GD | Pts |
| ----------------- | --- | - | - | - | -- | -- | -- | --- |
| Langreo           | 4   | 3 | 0 | 1 | 9  | 4  | +5 | 9   |
| Real Avilés C. F. | 4   | 3 | 0 | 1 | 9  | 5  | +4 | 9   |
| Llanes            | 4   | 0 | 0 | 4 | 1  | 10 | –9 | 0   |

|             | Lan | Lla | Avi |
| Langreo     |     | 2–0 | 2–1 |
| Llanes      | 0–3 |     | 0–2 |
| Real Avilés | 3–2 | 3–1 |     |

##### Grupo C
| Team        | Pld | W | D | L | GF | GA | GD | Pts |
| ----------- | --- | - | - | - | -- | -- | -- | --- |
| Marino      | 4   | 3 | 1 | 0 | 9  | 1  | +8 | 10  |
| Candás      | 4   | 1 | 1 | 2 | 4  | 8  | –4 | 4   |
| Universidad | 4   | 1 | 0 | 3 | 4  | 8  | –4 | 3   |

|             | Can | Mar | Uni |
| Candás      |     | 1–1 | 1–4 |
| Marino      | 3–0 |     | 1–0 |
| Universidad | 0–2 | 0–4 |     |

##### Grupo D
| Team       | Pld | W | D | L | GF | GA | GD | Pts |
| ---------- | --- | - | - | - | -- | -- | -- | --- |
| Sporting B | 4   | 2 | 2 | 0 | 6  | 2  | +4 | 8   |
| Cudillero  | 4   | 1 | 3 | 0 | 4  | 3  | +1 | 6   |
| Luarca     | 4   | 0 | 1 | 3 | 3  | 8  | –5 | 1   |

|            | Cud | Lua | SpB |
| Cudillero  |     | 1–0 | 0–0 |
| Luarca     | 2–2 |     | 0–3 |
| Sporting B | 1–1 | 2–1 |     |

#### Semifinales
(5 y 13 de septiembre)
| Equipo 1 | Agr.    | Equipo 2   | Ida | Vuelta |
| -------- | ------- | ---------- | --- | ------ |
| Tuilla   | 4–4 (a) | Langreo    | 2–0 | 2–4    |
| Marino   | 1–2     | Sporting B | 0–1 | 1–1    |

#### Final
(11 de octubre)
| Equipo 1 | Resultado | Equipo 2   |
| -------- | --------- | ---------- |
| Tuilla   | 2–0       | Sporting B |

Partido en campo neutral: Nuevo Román Suárez Puerta de Avilés

### Baleares

#### Primera ronda
(5 a 26 de septiembre)
| Equipo 1      | Agr. | Equipo 2   | Ida | Vuelta |
| ------------- | ---- | ---------- | --- | ------ |
| Montuïri      | 2–1  | Llosetense | 2–0 | 0–1    |
| Santa Eulalia | 4–1  | San Rafael | 2–0 | 2–1    |

Exento: Mallorca B

#### Semifinal
(19 de septiembre y 3 de octubre)
| Equipo 1   | Agr. | Equipo 2 | Ida | Vuelta |
| ---------- | ---- | -------- | --- | ------ |
| Mallorca B | 3–0  | Montuiri | 1–0 | 2–0    |

Exento: Santa Eulalia

#### Final
(10 y 24 de octubre)
| Equipo 1      | Agr. | Equipo 2   | Ida | Vuelta |
| ------------- | ---- | ---------- | --- | ------ |
| Santa Eulalia | 0–3  | Mallorca B | 0–0 | 0–3    |

### Canarias
Solo se inscribió el Tenerife B.

### Cantabria

#### Semifinales
(15 y 22 de agosto)
| Equipo 1 | Agr. | Equipo 2           | Ida | Vuelta |
| -------- | ---- | ------------------ | --- | ------ |
| Cayón    | 4–5  | Rayo Cantabria     | 2–0 | 2–5    |
| Guarnizo | 1–3  | Racing Santander B | 1–1 | 0–2    |

#### Final
(10 y 31 de octubre)
| Equipo 1           | Agr. | Equipo 2       | Ida | Vuelta |
| ------------------ | ---- | -------------- | --- | ------ |
| Racing Santander B | 5–1  | Rayo Cantabria | 3–1 | 2–0    |

### Castilla y León

#### Semifinales
(20 y 26 de septiembre)
| Equipo 1 | Agr. | Equipo 2        | Ida | Vuelta |
| -------- | ---- | --------------- | --- | ------ |
| Burgos   | 3–1  | Palencia        | 1–1 | 2–0    |
| Arandina | 4–2  | Cristo Atlético | 2–0 | 2–2    |

#### Final
(4 y 17 de octubre)
| Equipo 1 | Agr. | Equipo 2 | Ida | Vuelta |
| -------- | ---- | -------- | --- | ------ |
| Arandina | 1–2  | Burgos   | 0–2 | 1–0    |

### Castilla-La Mancha

#### Semifinales
(17 de agosto)
| Equipo 1    | Agr. | Equipo 2    | Ida | Vuelta |
| ----------- | ---- | ----------- | --- | ------ |
| Villarrubia | 2–0* | Puertollano | 2–0 | x      |

- Puertollano eliminado por alineación indebida.[3]

#### Final
(6 y 13 de septiembre)
| Equipo 1    | Agr. | Equipo 2    | Ida | Vuelta |
| ----------- | ---- | ----------- | --- | ------ |
| Villarrubia | 4–2  | Ciudad Real | 3–1 | 1–1    |

### Cataluña

#### Final
(3 y 17 de octubre)
| Equipo 1    | Agr.          | Equipo 2      | Ida | Vuelta |
| ----------- | ------------- | ------------- | --- | ------ |
| Sant Andreu | 2–2 (pen.5–4) | Pobla Mafumet | 2–0 | 0–2    |

### Comunidad Valenciana
Solo se inscribió el At. Saguntino.

### Extremadura

#### Primera ronda
(12 de agosto)
| Equipo 1        | Resultado      | Equipo 2      |
| --------------- | -------------- | ------------- |
| Montehermoso    | 1–3            | Plasencia     |
| Olivenza        | 1–0            | Valverdeño    |
| Emérita Augusta | 1–1 (5–4 pen.) | Díter Zafra   |
| Jerez           | 1–1 (4–5 pen.) | Fuente Cantos |

Exento: Talarrubias

#### Segunda ronda
(26 y 29 de agosto)
| Equipo 1        | Resultado | Equipo 2    |
| --------------- | --------- | ----------- |
| Emérita Augusta | 1–0       | Plasencia   |
| Olivenza        | 3–0       | Talarrubias |

Exento: Fuente Cantos

#### Semifinal
(5 de septiembre)
| Equipo 1 | Resultado      | Equipo 2      |
| -------- | -------------- | ------------- |
| Olivenza | 2–2 (5–6 pen.) | Fuente Cantos |

Exento: Emérita Augusta

#### Final
(25 de octubre)
| Equipo 1        | Resultado | Equipo 2      |
| --------------- | --------- | ------------- |
| Emérita Augusta | 2–1       | Fuente Cantos |

Partido en campo neutral: Villafranca de los Barros

### Galicia

#### Primera ronda
(19, 22 y 29 de agosto)
| Equipo 1      | Agr. | Equipo 2 | Ida | Vuelta |
| ------------- | ---- | -------- | --- | ------ |
| Pontevedra    | 3–4  | Cerceda  | 1–1 | 2–3    |
| Rápido Bouzas | 3–2  | Alondras | 3–2 | 0–0    |

Exento: Coruxo

#### Semifinal
(12 y 26 de septiembre)
| Equipo 1 | Agr. | Equipo 2      | Ida | Vuelta |
| -------- | ---- | ------------- | --- | ------ |
| Coruxo   | 2–3  | Rápido Bouzas | 2–1 | 0–2    |

Exento: Cerceda

#### Final
(11 de octubre)
| Equipo 1 | Resultado | Equipo 2      |
| -------- | --------- | ------------- |
| Cerceda  | 2–4       | Rápido Bouzas |

Partido en campo neutral: Multiusos de San Lázaro de Santiago de Compostela

### Madrid

#### Torneo de clasificación
(5 de septiembre a 10 de octubre)

##### Grupo 1
| Equipo                  | Pld | W | D | L | GF | GA | GD | Pts |
| ----------------------- | --- | - | - | - | -- | -- | -- | --- |
| SS Reyes                | 6   | 5 | 1 | 0 | 11 | 3  | +8 | 16  |
| Alcalá                  | 6   | 3 | 0 | 3 | 6  | 4  | +2 | 9   |
| Atlético Pinto          | 6   | 2 | 2 | 2 | 6  | 9  | –3 | 8   |
| Internacional de Madrid | 6   | 0 | 1 | 5 | 6  | 13 | –7 | 1   |

|                | Alc | Int | SSR | AtP |
| Alcalá         |     | 1–0 | 1–2 | 3–0 |
| Internacional  | 0–1 |     | 1–2 | 2–3 |
| SS Reyes       | 1–0 | 4–1 |     | 0–0 |
| Atlético Pinto | 1–0 | 2–2 | 0–2 |     |

##### Grupo 2
| Equipo           | Pld | W | D | L | GF | GA | GD | Pts |
| ---------------- | --- | - | - | - | -- | -- | -- | --- |
| Puerta Bonita    | 4   | 2 | 2 | 0 | 7  | 2  | +5 | 8   |
| Carabanchel      | 4   | 2 | 2 | 0 | 10 | 6  | +4 | 8   |
| Rayo Vallecano B | 4   | 0 | 0 | 4 | 4  | 13 | –9 | 0   |

|                  | Pue | RaB | Car |
| Puerta Bonita    |     | 3–0 | 1–1 |
| Rayo Vallecano B | 0–2 |     | 1–2 |
| Carabanchel      | 1–1 | 6–3 |     |

#### Final
(17 y 24 de octubre)
| Equipo 1      | Agr. | Equipo 2 | Ida | Vuelta |
| ------------- | ---- | -------- | --- | ------ |
| Puerta Bonita | 3–2  | SS Reyes | 2–1 | 1–1    |

### Murcia

#### Semifinales
(17 de octubre)
| Equipo 1  | Resultado | Equipo 2      |
| --------- | --------- | ------------- |
| CF Molina | 0–3       | La Hoya Lorca |
| Bala Azul | 0–1       | Plus Ultra    |

#### Final
(31 de octubre)
| Equipo 1      | Resultado | Equipo 2   |
| ------------- | --------- | ---------- |
| La Hoya Lorca | 2–1       | Plus Ultra |

Partido en campo neutral: Alcantarilla

### Navarra

#### Final
(10 y 16 de agosto)
| Equipo 1    | Agr.    | Equipo 2    | Ida | Vuelta |
| ----------- | ------- | ----------- | --- | ------ |
| Valtierrano | 3–3 (a) | Valle Egüés | 1–1 | 2–2    |

### País Vasco

#### Final
(3 y 17 de octubre)
| Equipo 1 | Agr. | Equipo 2 | Ida | Vuelta |
| -------- | ---- | -------- | --- | ------ |
| Aurrerá  | 3–8  | Zalla    | 2–3 | 1–5    |

### La Rioja

#### Ronda previa
(22 de agosto)
| Equipo 1 | Resultado  | Equipo 2 |
| -------- | ---------- | -------- |
| Arnedo   | 2–2 (pen.) | Náxara   |

#### Semifinales
(26 de agosto)
| Equipo 1 | Resultado      | Equipo 2 |
| -------- | -------------- | -------- |
| Varea    | 3–2            | Alfaro   |
| Haro     | 0–0 (0–3 pen.) | Náxara   |

#### Final
(1 de noviembre)
| Equipo 1 | Resultado | Equipo 2 |
| -------- | --------- | -------- |
| Náxara   | 3–2       | Varea    |

## Fase Nacional

### Ronda previa
| Equipo 1 | Agr. | Equipo 2      | Ida | Vuelta |
| -------- | ---- | ------------- | --- | ------ |
| Orihuela | 1–3  | La Hoya Lorca | 1–0 | 0–3    |

Ida
| 8 de noviembre de 2012 | Orihuela          | 1–0 (1–0) | La Hoya Lorca | Los Arcos, Orihuela, Alicante                                           |                                                                         |
|                        | 19' Álex Espinosa |           |               | Asistencia: 250 espectadores Árbitro(s): García Aceña (Col. Valenciano) | Asistencia: 250 espectadores Árbitro(s): García Aceña (Col. Valenciano) |

Vuelta
| 14 de noviembre de 2012 | La Hoya Lorca                                | 3–0 (1–0) | Orihuela | Francisco Artés Carrasco, Lorca, Región de Murcia                   |                                                                     |
|                         | 25' Josan 67' Carlos Rodríguez 90'+2 Armando |           |          | Asistencia: 100 espectadores Árbitro(s): Botía Moya (Col. Murciano) | Asistencia: 100 espectadores Árbitro(s): Botía Moya (Col. Murciano) |

La Hoya Lorca gana 3–1 en el global

### Dieciseisavos de final
El sorteo de dieciseisavos de final se celebró el 30 de octubre y para los emparejamientos se tuvieron en cuenta criterios de proximidad geográfica.
| Equipo 1      | Agr.        | Equipo 2           | Ida | Vuelta |
| ------------- | ----------- | ------------------ | --- | ------ |
| Puerta Bonita | 3–4         | Villarrubia        | 1–1 | 2–3    |
| Real Ávila    | 1–9         | Fuenlabrada        | 1–5 | 0–4    |
| At. Saguntino | 4–2         | Catarroja          | 2–2 | 2–0    |
| La Roda       | 0–1         | Villarrobledo      | 0–1 | 0–0    |
| Burgos        | 2–1         | Racing Santander B | 0–1 | 2–0    |
| Rápido Bouzas | 4–0         | Tuilla             | 2–0 | 2–0    |
| CD Marino     | [ 4 ]       | Tenerife B         | –   | –      |
| Mallorca B    | 1–1 (v)     | Binissalem         | 1–1 | 0–0    |
| Loja          | 9–2         | Emérita Augusta    | 7–0 | 2–2    |
| San Roque     | 3–3 (3–1 p) | Coria              | 2–1 | 1–2    |
| Zaragoza B    | 2–0         | Náxara             | 1–0 | 1–0    |
| Sant Andreu   | 5–2         | UD Logroñés        | 3–1 | 2–1    |
| Cartagena     | 4–3         | Yeclano            | 3–0 | 1–3    |
| Almería B     | 1–1 (2–4 p) | La Hoya Lorca      | 1–0 | 0–1    |
| Valtierrano   | 0–5         | Peña Sport         | 0–2 | 0–3    |
| Zalla         | 1–5         | Laudio             | 1–2 | 0–3    |

Ida
| 29 de noviembre de 2012, 20:00 | Puerta Bonita   | 1–1 (0–0) | Villarrubia | Centro deportivo municipal Antiguo Canódromo, Madrid |                                                     |
|                                | Álex García 68' |           | Luque 50'   | Árbitro(s): López Fernández-Montes (Col. Madrileño)  | Árbitro(s): López Fernández-Montes (Col. Madrileño) |

| 29 de noviembre de 2012, 20:00 | Real Ávila | 1–5 (1–2) | Fuenlabrada                                                     | Municipal Adolfo Suárez, Ávila                                                 |                                                                                |
|                                | Rubo 45'+2 | Reporte   | Ryan Harper 7' 56' Jesús Sánchez 11' Molina 64' Fran Dorado 75' | Asistencia: 100 espectadores Árbitro(s): Plaza García (Col. Castellano-Leonés) | Asistencia: 100 espectadores Árbitro(s): Plaza García (Col. Castellano-Leonés) |

| 29 de noviembre de 2012, 19:30 | At. Saguntino                   | 2–2 (1–0) | Catarroja                  | Nou Camp de Morvedre, Sagunto, Valencia        |                                                |
|                                | Richi Moreno 13' Rafa Pérez 85' |           | Bleda 57' Miguel Ángel 80' | Árbitro(s): Navarro Collados (Col. Valenciano) | Árbitro(s): Navarro Collados (Col. Valenciano) |

| 29 de noviembre de 2012, 21:00 | La Roda | 0–1 (0–0) | Villarrobledo | Municipal, La Roda, Albacete                          |                                                       |
|                                |         |           | Soria 64'     | Árbitro(s): Ruipérez Marín (Col. Castellano-Manchego) | Árbitro(s): Ruipérez Marín (Col. Castellano-Manchego) |

| 28 de noviembre de 2012, 20:30 | Burgos | 0–1 (0–0) | Racing Santander B | El Plantío, Burgos                                                              |                                                                                 |
|                                |        | Reporte   | Montiel 83'        | Asistencia: 500 espectadores Árbitro(s): Rivero Guerra (Col. Castellano-Leonés) | Asistencia: 500 espectadores Árbitro(s): Rivero Guerra (Col. Castellano-Leonés) |

| 29 de noviembre de 2012, 17:30 | Rápido Bouzas                        | 2–0 (1–0) | Tuilla | Municipal Baltasar Pujales, Vigo, Pontevedra     |                                                  |
|                                | Jaime Agujetas 23' Carlos Abalde 63' |           |        | Árbitro(s): Extremadura Hernández (Col. Gallego) | Árbitro(s): Extremadura Hernández (Col. Gallego) |

| 28 de noviembre de 2012, 19:00 | Mallorca B         | 1–1 (1–0) | Binisalem       | Ciudad deportiva Antonio Asensio, Palma de Mallorca, Mallorca, Islas Baleares |                                                                         |
|                                | Cedric Omoigui 22' | Reporte   | Toni Oliver 57' | Asistencia: 100 espectadores Árbitro(s): Gordillo Aguilar (Col. Balear)       | Asistencia: 100 espectadores Árbitro(s): Gordillo Aguilar (Col. Balear) |

| 29 de noviembre de 2012, 15:45 | Loja                                                      | 7–0 (2–0) | Emérita Augusta | Municipal Medina Lauxa, Loja, Granada                                |                                                                      |
|                                | Javi Salmerón 28' 46' 86' Gato 40' Ramiro 50' 60' Oli 67' | Reporte   |                 | Asistencia: 300 espectadores Árbitro(s): Moreno Muñoz (Col. Andaluz) | Asistencia: 300 espectadores Árbitro(s): Moreno Muñoz (Col. Andaluz) |

| 28 de noviembre de 2012, 21:00 | San Roque                       | 2–1 (1–0) | Coria            | Ciudad de Lepe, Lepe, Huelva             |                                          |
|                                | Aurelio (p.p.) 16' Saavedra 86' | Reporte   | Manu Fidalgo 73' | Árbitro(s): Checa Montero (Col. Andaluz) | Árbitro(s): Checa Montero (Col. Andaluz) |

| 28 de noviembre de 2012, 18:00 | Zaragoza B           | 1–0 (0–0) | Náxara | Ciudad deportiva del Real Zaragoza, Zaragoza                         |                                                                      |
|                                | Carlos Hernández 73' | Reporte   |        | Asistencia: 250 espectadores Árbitro(s): Ruiz Gracia (Col. Aragonés) | Asistencia: 250 espectadores Árbitro(s): Ruiz Gracia (Col. Aragonés) |

| 28 de noviembre de 2012, 19:30 | Sant Andreu                          | 3–1 (0–0) | UD Logroñés     | Narcís Sala, Barcelona                                                  |                                                                         |
|                                | David Llobet 70' 89' Quim Araujo 77' | Reporte   | Mario Barco 85' | Asistencia: 250 espectadores Árbitro(s): Albelda Bárcena (Col. Catalán) | Asistencia: 250 espectadores Árbitro(s): Albelda Bárcena (Col. Catalán) |

| 28 de noviembre de 2012, 17:30 | Cartagena                                  | 3–0 (1–0) | Yeclano | Cartagonova, Cartagena, Murcia          |                                         |
|                                | Akinsola 21' Campins 65' Perona (pen.) 90' | Reporte   |         | Árbitro(s): Gea Peñalva (Col. Murciano) | Árbitro(s): Gea Peñalva (Col. Murciano) |

| 28 de noviembre de 2012, 20:30 | Almería B | 1–0 (0–0) | La Hoya Lorca | Anexo del Estadio de los Juegos Mediterráneos, Almería               |                                                                      |
|                                | Kike 78'  |           |               | Asistencia: 100 espectadores Árbitro(s): Artacho Cobo (Col. Andaluz) | Asistencia: 100 espectadores Árbitro(s): Artacho Cobo (Col. Andaluz) |

| 28 de noviembre de 2012, 20:00 | Valtierrano | 0–2 (0–0) | Peña Sport                       | Las Tejerías, Valtierra, Navarra       |                                        |
|                                |             | Reporte   | Fermín Úriz 60' Javi Jiménez 89' | Árbitro(s): Sáez García (Col. Navarro) | Árbitro(s): Sáez García (Col. Navarro) |

| 28 de noviembre de 2012, 20:00 | Zalla           | 1–2 (0–1) | Laudio                              | Landaberri, Zalla, Vizcaya             |                                        |
|                                | Niko Ybarra 68' |           | Kepa del Olmo 6' Gaizka Bergara 51' | Árbitro(s): Lopategi Sanz (Col. Vasco) | Árbitro(s): Lopategi Sanz (Col. Vasco) |

Vuelta
| 6 de diciembre de 2012, 16:00 | Villarrubia                     | 3–2 (0–2) | Puerta Bonita      | Nuevo Municipal, Villarrubia de los Ojos, Ciudad Real  |                                                        |
|                               | Wuy 55' Moraga 60' Chucho 90'+2 |           | Mario 17' Álex 33' | Árbitro(s): Tapiador Aguado (Col. Castellano-Manchego) | Árbitro(s): Tapiador Aguado (Col. Castellano-Manchego) |

Villarrubia gana 4–3 en el global
| 6 de diciembre de 2012, 12:00 | Fuenlabrada                        | 4–0 (1–0) | Real Ávila | Fernando Torres, Fuenlabrada, Madrid                  |                                                       |
|                               | Ryan Harper 25' 72' Molino 48' 85' | Reporte   |            | Árbitro(s): Sánchez-Mateos Domínguez (Col. Madrileño) | Árbitro(s): Sánchez-Mateos Domínguez (Col. Madrileño) |

Fuenlabrada gana 9–1 en el global
| 5 de diciembre de 2012, 20:00 | Catarroja | 0–2 (0–2) | At. Saguntino                           | Mundial 82, Catarroja, Valencia            |                                            |
|                               |           |           | Cristian Contreras 12' Richi Moreno 17' | Árbitro(s): Andújar Raya (Col. Valenciano) | Árbitro(s): Andújar Raya (Col. Valenciano) |

At. Saguntino gana 4–2 en el global
| 6 de diciembre de 2012, 17:00 | Villarrobledo | 0–0     | La Roda | Nuestra Señora de la Caridad, Villarrobledo, Albacete                               |                                                                                     |
|                               |               | Reporte |         | Asistencia: 500 espectadores Árbitro(s): Sánchez Salcedo (Col. Castellano-Manchego) | Asistencia: 500 espectadores Árbitro(s): Sánchez Salcedo (Col. Castellano-Manchego) |

Villarrobledo gana 1–0 en el global
| 5 de diciembre de 2012, 15:00 | Racing Santander B | 0–2 (0–1) | Burgos               | Campos del Pilar, Guarnizo, Cantabria                                    |                                                                          |
|                               |                    | Reporte   | Arkaitz Ruiz 15' 61' | Asistencia: 200 espectadores Árbitro(s): González Crespo (Col. Cántabro) | Asistencia: 200 espectadores Árbitro(s): González Crespo (Col. Cántabro) |

Burgos gana 2–1 en el global
| 6 de diciembre de 2012, 18:00 | Tuilla | 0–2 (0–1) | Rápido Bouzas                         | El Candín, Tuilla, Langreo, Asturias                                      |                                                                           |
|                               |        | Reporte   | Pablo Carnero 19' Óscar Pardavila 75' | Asistencia: 500 espectadores Árbitro(s): López Abelleira (Col. Asturiano) | Asistencia: 500 espectadores Árbitro(s): López Abelleira (Col. Asturiano) |

Rápido de Bouzas gana 4–0 en el global
| 6 de diciembre de 2012, 12:00 | Binisalem | 0–0     | Mallorca B | Miquel Pons, Binisalem, Baleares          |                                           |
|                               |           | Reporte |            | Árbitro(s): Carballal Vales (Col. Balear) | Árbitro(s): Carballal Vales (Col. Balear) |

Binissalem gana por el valor doble de los goles en campo contrario
| 6 de diciembre de 2012, 12:00 | Emérita Augusta     | 2–2 (1–0) | Loja                        | Emérita Augusta, Mérida, Badajoz                                         |                                                                          |
|                               | Grego 12' Rubia 85' |           | Pedro Corral 49' Míchel 60' | Asistencia: 200 espectadores Árbitro(s): Morillo Cotano (Col. Extremeño) | Asistencia: 200 espectadores Árbitro(s): Morillo Cotano (Col. Extremeño) |

Loja gana 9–2 en el global
| 6 de diciembre de 2012, 12:00 | Coria                        | 2–1 (0–0) | San Roque   | Guadalquivir, Coria del Río, Sevilla                                        |                                                                             |
|                               | Rubén Sánchez 67' Juanma 78' | Reporte   | Boateng 47' | Asistencia: 1500 espectadores Árbitro(s): Perdigones Pacheco (Col. Andaluz) | Asistencia: 1500 espectadores Árbitro(s): Perdigones Pacheco (Col. Andaluz) |

San Roque gana tras prórroga y penaltys (3–1)
| 6 de diciembre de 2012, 17:00 | Náxara | 0–1 (0–0) | Zaragoza B | La Salera, Nájera, La Rioja                                               |                                                                           |
|                               |        | Reporte   | Moha 92'   | Asistencia: 700 espectadores Árbitro(s): Álvarez Fernández (Col. Riojano) | Asistencia: 700 espectadores Árbitro(s): Álvarez Fernández (Col. Riojano) |

Zaragoza B gana 2–0 en el global
| 5 de diciembre de 2012, 20:00 | UD Logroñés | 1–2 (1–1) | Sant Andreu                      | Las Gaunas, Logroño, La Rioja                                         |                                                                       |
|                               | Quero 3'    | Reporte   | Xavi Jiménez 25' Quim Araujo 53' | Asistencia: 200 espectadores Árbitro(s): Acero Pradera (Col. Riojano) | Asistencia: 200 espectadores Árbitro(s): Acero Pradera (Col. Riojano) |

Sant Andreu gana 5–2 en el global
| 6 de diciembre de 2012, 11:45 | Yeclano                   | 3–1 (1–0) | Cartagena    | La Constitución, Yecla, Murcia                                       |                                                                      |
|                               | Micky 10' Matas 86' 90'+3 | Reporte   | Akinsola 62' | Asistencia: 200 espectadores Árbitro(s): Moya García (Col. Murciano) | Asistencia: 200 espectadores Árbitro(s): Moya García (Col. Murciano) |

Cartagena gana 4–3 en el global
| 6 de diciembre de 2012, 17:00 | La Hoya Lorca | 1–0 (0–0) | Almería B | Francisco Artés Carrasco, Lorca, Región de Murcia                         |                                                                           |
|                               | Carrasco 62'  | Reporte   |           | Asistencia: 1200 espectadores Árbitro(s): Fuentes Torrano (Col. Murciano) | Asistencia: 1200 espectadores Árbitro(s): Fuentes Torrano (Col. Murciano) |

La Hoya Lorca gana tras prórroga y penaltys (4–2)
| 6 de diciembre de 2012, 12:00 | Peña Sport                                  | 3–0 (2–0) | Valterriano | San Francisco, Tafalla, Navarra                                       |                                                                       |
|                               | Liébana 35' Rodrigo (p) 38' Jiménez (p) 53' | Reporte   |             | Asistencia: 150 espectadores Árbitro(s): Murillo Soroa (Col. Navarro) | Asistencia: 150 espectadores Árbitro(s): Murillo Soroa (Col. Navarro) |

Peña Sport gana 5–0 en el global
| 5 de diciembre de 2012, 20:00 | Laudio                               | 3–0 (0–0) | Zalla | Ellakuri, Llodio, Álava                                       |                                                               |
|                               | Galder 53' Carreño 76' Del Álamo 77' |           |       | Árbitro(s): Pérez de Mendiola González de Durana (Col. Vasco) | Árbitro(s): Pérez de Mendiola González de Durana (Col. Vasco) |

Laudio gana 5–1 en el global

### Octavos de final
El sorteo de octavos de final se celebró el 14 de diciembre y para los emparejamientos se tuvieron en cuenta criterios de proximidad geográfica. La eliminatoria se decidió a ida y vuelta entre los días 9 y 24 de enero de 2013.
| Equipo 1      | Agr.    | Equipo 2      | Ida | Vuelta |
| ------------- | ------- | ------------- | --- | ------ |
| Peña Sport    | 5–2     | Laudio        | 4–1 | 1–1    |
| Burgos        | 5–2     | Rápido Bouzas | 3–2 | 2–0    |
| Sant Andreu   | 7–5     | Villarrobledo | 5–1 | 2–4    |
| At. Saguntino | 3–9     | Zaragoza B    | 2–6 | 1–3    |
| Tenerife B    | 5–3     | Fuenlabrada   | 4–1 | 1–2    |
| Villarrubia   | 1–1 (v) | Binissalem    | 1–1 | 0–0    |
| Cartagena     | 4–2     | San Roque     | 4–0 | 0–2    |
| La Hoya Lorca | 5–1     | Loja          | 4–1 | 1–0    |

Ida
| 9 de enero de 2013, 19:30 | Peña Sport                                             | 4–1 (1–1) | Laudio              | San Francisco, Tafalla, Navarra                                     |                                                                     |
|                           | Rodrigo Sanz 43' 46' Gaizka (pp) 49' Borja Arrondo 75' |           | Ander del Álamo 24' | Asistencia: 150 espectadores Árbitro(s): Igor García (Col. Navarro) | Asistencia: 150 espectadores Árbitro(s): Igor García (Col. Navarro) |

| 10 de enero de 2013, 20:30 | Burgos                                | 3–2 (0–2) | Rápido Bouzas        | El Plantío, Burgos                                                               |                                                                                  |
|                            | Carralero 47' Pacheta 52' Arkaitz 67' |           | Marcos 9' Jacobo 42' | Asistencia: 1.000 espectadores Árbitro(s): López Cuesta (Col. Castellano-Leonés) | Asistencia: 1.000 espectadores Árbitro(s): López Cuesta (Col. Castellano-Leonés) |

| 9 de enero de 2013, 19:30 | Sant Andreu                                      | 5–1 (2–0) | Villarrobledo | Narcís Sala, Barcelona                                              |                                                                     |
|                           | Josu 33' 59' 90'+3 Edgar (p) 44' Quim Araujo 67' |           | Espinosa 78'  | Asistencia: 500 espectadores Árbitro(s): Oliva Bueno (Col. Catalán) | Asistencia: 500 espectadores Árbitro(s): Oliva Bueno (Col. Catalán) |

| 9 de enero de 2013, 19:00 | At. Saguntino           | 2–6 (1–3) | Zaragoza B                                           | Nou Camp de Morvedre, Sagunto, Valencia   |                                           |
|                           | Serrano (p) 1' Mico 75' |           | Gassama 3' Antón 14' 17' Jorge Ortí 57' 81' Moha 71' | Árbitro(s): Ruiz García (Col. Valenciano) | Árbitro(s): Ruiz García (Col. Valenciano) |

| 9 de enero de 2013, 20:30 | Tenerife B                                      | 4–1 (1–0) | Fuenlabrada | Ciudad deportiva, Santa Cruz de Tenerife                                     |                                                                              |
|                           | Alberto 33' Ayoze Pérez 57' Nano 71' Chirri 74' |           | Diego 81'   | Asistencia: 100 espectadores Árbitro(s): Morales de la Rosa (Col. Tinerfeño) | Asistencia: 100 espectadores Árbitro(s): Morales de la Rosa (Col. Tinerfeño) |

| 9 de enero de 2013, 19:00 | Villarrubia    | 1–1 (0–1) | Binisalem | Nuevo Municipal, Villarrubia de los Ojos, Ciudad Real |                                                      |
|                           | Jesuto (p) 55' |           | Tito 18'  | Árbitro(s): Cuesta García (Col. Castellano-Manchego)  | Árbitro(s): Cuesta García (Col. Castellano-Manchego) |

| 9 de enero de 2013, 20:30 | Cartagena                                      | 4–0 (3–0) | San Roque | Cartagonova, Cartagena, Murcia             |                                            |
|                           | Riau 4' 43' Sergio Jiménez 28' Ramón Arcas 48' |           |           | Árbitro(s): Campos Salinas (Col. Murciano) | Árbitro(s): Campos Salinas (Col. Murciano) |

| 9 de enero de 2013, 20:30 | La Hoya Lorca                    | 4–1 (1–0) | Loja    | Francisco Artés Carrasco, Lorca, Región de Murcia |                                            |
|                           | Nico 44' 68' Álex 50' Bienve 52' |           | Oli 73' | Árbitro(s): De Haro Tirado (Col. Murciano)        | Árbitro(s): De Haro Tirado (Col. Murciano) |

Vuelta
| 23 de enero de 2013, 19:30 | Laudio     | 1–1 (0–0) | Peña Sport | Ellakuri, Llodio, Álava |  |
|                            | Jarein 71' |           | Casi 78'   |                         |  |

Peña Sport gana 5–2 en el global
| 24 de enero de 2013, 20:00 | Rápido Bouzas | 0–2 (0–1) | Burgos                       | Municipal Baltasar Pujales, Vigo, Pontevedra |  |
|                            |               |           | Gerika 26' Sergio Torres 85' |                                              |  |

Burgos gana 5–2 en el global
| 24 de enero de 2013, 20:15 | Villarrobledo                                   | 4–2 (3–0) | Sant Andreu              | Nuestra Señora de la Caridad, Villarrobledo, Albacete |  |
|                            | Carlos Pérez 15' Abengózar 27' 41' Espinosa 76' |           | Quim Araujo 51' Josu 83' |                                                       |  |

Sant Andreu gana 7–5 en el global
| 23 de enero de 2013, 16:00 | Zaragoza B                    | 3–1 (0–1) | At. Saguntino | Ciudad deportiva del Real Zaragoza, Zaragoza |  |
|                            | Santigosa 55' 72' Gassama 65' |           | Giménez 36'   |                                              |  |

Zaragoza B gana 9–3 en el global
| 23 de enero de 2013, 20:30 | Fuenlabrada                 | 2–1 (1–0) | Tenerife B | Fernando Torres, Fuenlabrada, Madrid |  |
|                            | Antonio López 23' Diego 65' |           | Ayoze 47'  |                                      |  |

Tenerife B gana 5–3 en el global
| 23 de enero de 2013, 19:15 | Binisalem | 0–0 | Villarrubia | Miquel Pons, Binisalem, Baleares |  |

Binissalem gana por el valor doble de los goles en campo contrario
| 23 de enero de 2013, 19:30 | San Roque               | 2–0 (1–0) | Cartagena | Ciudad de Lepe, Lepe, Huelva |  |
|                            | Santi (p) 27' Richi 58' |           |           |                              |  |

Cartagena gana 4–2 en el global
| 24 de enero de 2013, 20:00 | Loja | 0–1 (0–0) | La Hoya Lorca  | Municipal Medina Lauxa, Loja, Granada |  |
|                            |      |           | Carrasco 90'+2 |                                       |  |

La Hoya Lorca gana 5–1 en el global

### Cuartos de final
El sorteo de cuartos de final se celebró el 25 de enero siguiendo criterios de proximidad geográfica. Los cuartos de final del torneo se decidirán a ida y vuelta entre los días 7 y 21 de febrero de 2013.
| Equipo 1    | Agr.     | Equipo 2      | Ida | Vuelta |
| ----------- | -------- | ------------- | --- | ------ |
| Sant Andreu | 7–5 (pr) | Peña Sport    | 4–1 | 3–4    |
| Zaragoza B  | 2–1      | Burgos        | 0–0 | 2–1    |
| Binisalem   | 2–3      | La Hoya Lorca | 2–2 | 0–1    |
| Tenerife B  | 3–3 (v)  | Cartagena     | 0–0 | 3–3    |

Ida
| 6 de febrero de 2013, 19:30 horas | Sant Andreu                                         | 4–1 (1–0) | Peña Sport  | Narcís Sala, Barcelona                   |                                          |
|                                   | Edgar 11' Quim Araujo 47' Azparren 67' Marc Mas 83' |           | Rodrigo 55' | Árbitro(s): Martínez Sáez (Col. Catalán) | Árbitro(s): Martínez Sáez (Col. Catalán) |

| 6 de febrero de 2013, 16:30 horas | Zaragoza B | 0–0 | Burgos | Ciudad deportiva del Real Zaragoza, Zaragoza |  |
|                                   |            |     |        | Árbitro(s): Sánchez López (Col. Aragonés)    |  |

| 6 de febrero de 2013, 19:00 horas | Binisalem                   | 2–2 (1–1) | La Hoya Lorca | Miquel Pons, Binisalem, Baleares                                   |                                                                    |
|                                   | Martí 20' Óscar Navarro 78' |           | Nico 35' 55'  | Asistencia: 150 espectadores Árbitro(s): Mulet Pacis (Col. Balear) | Asistencia: 150 espectadores Árbitro(s): Mulet Pacis (Col. Balear) |

| 6 de febrero de 2013, 21:00 horas | Tenerife B | 0–0 | Cartagena | Ciudad deportiva, Santa Cruz de Tenerife |  |
|                                   |            |     |           | Árbitro(s): Díaz García (Col. Tinerfeño) |  |

Vuelta
| 20 de febrero de 2013, 19:00 | Peña Sport                               | 4–3 (4–0, 4–1) | Sant Andreu                                  | San Francisco, Tafalla, Navarra |  |
|                              | Igotz 5' Uriz 15' Castán 27' Rodrigo 40' |                | Xavi Boniquet 56' Quim Araujo 97' Edgar 111' |                                 |  |

Sant Andreu gana 7–5 en el global tras prórroga
| 20 de febrero de 2013, 19:00 | Burgos          | 1–2 (1–1) | Zaragoza B              | El Plantío, Burgos |  |
|                              | Nacho Tomás 41' |           | Tarsi 22' Gassama 90'+4 |                    |  |

Zaragoza B gana 2–1 en el global
| 21 de febrero de 2013, 20:30 | La Hoya Lorca  | 1–0 (1–0) | Binisalem | Francisco Artés Carrasco, Lorca, Región de Murcia |  |
|                              | Ginés Meca 40' |           |           |                                                   |  |

La Hoya Lorca gana 3–2 en el global
| 20 de febrero de 2013, 21:00 | Cartagena                           | 3–3 (1–1) | Tenerife B             | Cartagonova, Cartagena, Murcia |  |
|                              | Florian 5' Cañadas 47' Raimondi 53' |           | Ayoze 3' 62' Jairo 76' |                                |  |

Tenerife B gana por el valor doble de los goles en campo contrario

### Semifinales
Las semifinales del torneo se disputarán a ida y vuelta entre los días 7 y 21 de marzo de 2013.
| Equipo 1    | Agr.     | Equipo 2         | Ida | Vuelta |
| ----------- | -------- | ---------------- | --- | ------ |
| Sant Andreu | 4–0      | CD Tenerife B    | 2–0 | 2–0    |
| Zaragoza B  | 1–2 (pr) | La Hoya Lorca CF | 1–0 | 0–2    |

Ida
| 7 de marzo de 2013, 20:30 horas | UE Sant Andreu               | 2–0 (2–0) | CD Tenerife B | Narcís Sala, Barcelona |  |
|                                 | Quim Araujo 14' Marc Mas 20' |           |               |                        |  |

| 6 de marzo de 2013, 16:30 horas | Real Zaragoza B | 1–0 (1–0) | La Hoya Lorca CF | Ciudad deportiva del Real Zaragoza, Zaragoza |  |
|                                 | Gassama 27'     |           |                  |                                              |  |

Vuelta
| 21 de marzo de 2013, 20:30 horas | CD Tenerife B | 0–2 (0–0) | UE Sant Andreu                    | Ciudad deportiva, Santa Cruz de Tenerife |  |
|                                  |               |           | Quim Araujo 65' Xavi Boniquet 71' |                                          |  |

Sant Andreu gana 4–0 en el global
| 19 de marzo de 2013, 17:00 horas | La Hoya Lorca CF    | 2–0 (0–0, 1–0) | Real Zaragoza B | Francisco Artés Carrasco, Lorca, Región de Murcia |  |
|                                  | Nico 88' Otxoa 108' |                |                 |                                                   |  |

La Hoya Lorca gana 2–1 en el global tras prórroga

### Final
La final del torneo se disputará a doble partido los días 4 y 11 de abril de 2013.
| Equipo 1         | Agr. | Equipo 2    | Ida | Vuelta |
| ---------------- | ---- | ----------- | --- | ------ |
| La Hoya Lorca CF | 0–4  | Sant Andreu | 0–3 | 0–1    |

Ida
| 4 de abril de 2013, 21:00 horas | La Hoya Lorca CF | 0–3 (0–0) | Sant Andreu                              |                                               |                                               |
|                                 |                  |           | Xavi Boniquet 52' Edgar 54' Marc Mas 87' | Árbitro(s): Sánchez Hernández (Col. Murciano) | Árbitro(s): Sánchez Hernández (Col. Murciano) |

Vuelta
| 11 de abril de 2013, 20:30 horas | Sant Andreu     | 1–0 (0–0) | La Hoya Lorca CF |                                            |                                            |
|                                  | Quim Araujo 83' |           |                  | Árbitro(s): Bertomeu García (Col. Catalán) | Árbitro(s): Bertomeu García (Col. Catalán) |

## Campeón
|  |